# Sutajové
Sutajové (šajensky só’taeo’o, v angličtině jako „Suhtai“ nebo „Sutaio“) byli menším severoamerickým indiánským etnikem mluvícím jazykem algonkinské jazykové skupiny, které do poloviny 19. století splynulo s Šajeny. Původ Sutajů je nejasný. Jeden z šajenských příběhů se zmiňuje o ztracených příbuzných, kteří se před dlouhou dobou oddělili během putování od vlastních Šajenů, a další příběh hovoří o setkání s cizinci podobného jazyka. Nejdříve s nimi Šajeni měli v úmyslu bojovat, ale když zjistili, že cizím válečníkům rozumějí, uzavřeli s nimi mír. Podle jiné teorie (Schlesier 1994) byli Sutajové příbuznými Arapahů a Atsinů a jejich jazyk byl mnohem bližší odžibvejštině a kríjštině než šajenštině.

## Historie
Někteří etnoarcheologové (Schlesier 1994) uvažují o tom, že předkové Sutajů žili kolem roku 1200 západně od jezera Winnipeg. Pozvolna migrovali po okraji Velkých planin. V 16. století se usadili na východě dnešní Jižní Dakoty. Kolem roku 1730 se zde s nimi setkali vlastní Šajeni. Na konci 18. století byli Sutajové pevnou součástí Šajenů jako jedna z jejich podskupin. Udržovali si však některé svébytné kulturní rysy a vlastní jazyk. Do poloviny 19. století se však téměř plně asimilovali. Většina původních sutajských tradic buď zanikla, nebo se stala součástí šajenské kultury. Na počátku 20. století žilo jen několik málo lidí, kteří sutajsky v dětství mluvili, proto nelze jednoznačně vyřešit otázku příbuznosti šajenštiny a sutajštiny. Dnes lze tento jazyk považovat za zaniklý. Nicméně některé šajenské rodiny, především v severošajenské rezervaci, si dodnes uchovaly povědomí sutajského původu. 

## Tradice a významné postavy Sutajů
Klíčovou postavou sutajské tradice je mytická postava proroka Vztyčených rohů (Tomȯsévėséhe), kterého posvátné osoby obdarovaly čapkou z vršku bizoní hlavy i s rohy a naučily ho provádět obřad slunečního tance. Dalším významným mužem, zahaleným rouškou tajemství, je dávný vůdce Bílá hlinka, který vedl Sutaje v době, kdy se setkali s Šajeny. Traduje se, že vlastní Šajeni převzali od Sutajů nejen dnes nejvýznamnější kmenový obřad známý jako sluneční tanec, ale také mnoho zkušeností a tradic spojených s kočovným životem na Velkých planinách a lovem bizonů.
Strážcem posvátné bizoní čapky (ésevone), jednoho ze dvou nejposvátnějších šajenských předmětů, může být výhradně muž sutajského původu. Takový člověk se stává nejrespektovanější náboženskou autoritou severošajenské rezervace. Většina Šajenů se sutajskými předky se usadila právě zde.
Sutajského původu bylo mnoho známých postav šajenské historie: hlava náčelnické rady Malý kojot, šaman Javorový strom, náčelníci Černý kotlík, Bílý štít, Vlčí plášť a Americký kůň nebo velký válečník Orlí nos. Dnes jsou asi nejznámějšími osobnostmi sutajského původu jihošajenský náčelník a mennonitský pastor Lawrence Hart, někdejší ochránce posvátné bizoní čapky Joseph Little Coyote a jeho syn Eugene, v letech 2004 až 2007 předseda severošajenské kmenové rady.